# Francesco Lasca
Francesco Lasca (Osimo, 29 de marzo de 1988) es un ciclista italiano.
Debutó en 2012 en el equipo Caja Rural. Su primera victoria como profesional fue en su año de debut en la segunda etapa del Circuito de Lorena adjudicándosela al esprint batiendo a Steven Tronet y a Nacer Bouhanni.

## Palmarés
2012
- 1 etapa del Circuito de Lorena
- 1 etapa de la Vuelta a Portugal

2013
- Vuelta a la Rioja[1]

## Resultados en Grandes Vueltas
| Carrera | Carrera         | 2012 | 2013  | 2014  | 2015 |
| ------- | --------------- | ---- | ----- | ----- | ---- |
|         | Giro de Italia  | —    | —     | —     | —    |
|         | Tour de Francia | —    | —     | —     | —    |
|         | Vuelta a España | —    | 140.º | 156.º | —    |

—: no participa

Ab.: abandono

## Equipos
- Caja Rural (2012-2015)
  - Caja Rural (2012-2013)
  - Caja Rural-Seguros RGA (2014-2015)